# 1942–1943-as spanyol labdarúgó-bajnokság (első osztály)
A La Liga 1942–1943-as szezonja volt a bajnokság tizenkettedik kiírása. A bajnokságban 14 csapat vett részt, a győztes az Athletic Club lett. Ez volt a klub ötödik bajnoki címe.

## Résztvevők
| - Athletic Club - Athletic Aviación de Madrid - FC Barcelona - CD Castellón - Celta de Vigo - Deportivo La Coruña - RCD Espanyol |  | - Granada CF - Real Betis - Real Madrid CF - Real Oviedo - Real Zaragoza - Sevilla FC - Valencia CF |

## Végeredmény
| #  | Klub                        | M  | Gy | D  | V  | RG | KG | Pont | GK  | Megjegyzés |
| -- | --------------------------- | -- | -- | -- | -- | -- | -- | ---- | --- | ---------- |
| 1  | Athletic Club               | 26 | 16 | 4  | 6  | 73 | 38 | 36   | 35  | Bajnok     |
| 2  | Sevilla FC                  | 26 | 15 | 3  | 8  | 63 | 47 | 33   | 16  |            |
| 3  | FC Barcelona                | 26 | 14 | 4  | 8  | 77 | 50 | 32   | 27  |            |
| 4  | CD Castellón                | 26 | 13 | 5  | 8  | 41 | 43 | 31   | -2  |            |
| 5  | Celta de Vigo               | 26 | 14 | 2  | 10 | 52 | 50 | 30   | 2   |            |
| 6  | Real Oviedo                 | 26 | 12 | 4  | 10 | 53 | 63 | 28   | -10 |            |
| 7  | Valencia CF                 | 26 | 10 | 7  | 9  | 58 | 45 | 27   | 13  |            |
| 8  | Athletic Aviación de Madrid | 26 | 11 | 5  | 10 | 54 | 44 | 27   | 10  |            |
| 9  | Deportivo La Coruña         | 26 | 7  | 12 | 7  | 35 | 32 | 26   | 3   |            |
| 10 | Real Madrid CF              | 26 | 10 | 5  | 11 | 52 | 50 | 25   | 2   |            |
| 11 | RCD Espanyol                | 26 | 9  | 6  | 11 | 45 | 51 | 24   | -6  |            |
| 12 | Granada CF                  | 26 | 9  | 4  | 13 | 56 | 68 | 22   | -12 |            |
| 13 | Real Zaragoza               | 26 | 2  | 9  | 15 | 25 | 57 | 13   | -32 | Kiesett    |
| 14 | Real Betis                  | 26 | 2  | 6  | 18 | 28 | 74 | 10   | -46 | Kiesett    |